# Motegi
Motegi (茂木町 Motegi-machi?) es un pueblo en la prefectura de Tochigi, Japón, localizado en la parte central de la isla de Honshū, en la región de Kantō. El 1 de marzo de 2021 tenía una población estimada de 11 631 habitantes y una densidad de población de 67 personas por km².

## Geografía
Motegi se encuentra en el extremo oriental de la prefectura de Tochigi, bordeado al este por la prefectura de Ibaraki. El río Naka fluye a través del pueblo.

## Historia
El pueblo de Moteki y las aldeas de Sakagawa, Nakagawa y Sudo fueron creadas dentro del distrito de Haga el 1 de abril de 1889. Las tres aldeas fueron absorbidas por Moteki el 1 de agosto de 1954.

## Demografía
Según los datos del censo japonés, la población de Motegi ha disminuido en los últimos constantemente 70 años.
| Gráfica de evolución demográfica de Motegi entre 1940 y 2015 |
|                                                              |
| Oficina de Estadísticas de Japón                             |